# Livingston (California)
Livingston es una ciudad ubicada en el condado de Merced en el estado estadounidense de California. En el año 2009 tenía una población de 14.051 habitantes y una densidad poblacional de 1,163.7 personas por km².

## Geografía
Livingston se encuentra ubicada en las coordenadas 37°23′13″N 120°43′25″O / 37.38694, -120.72361. Según la Oficina del Censo, la ciudad tiene un área total de 9 km² (3,5 mi²), de la cual 9 km² (3,5 mi²) es tierra y 0 km² (0 mi²) (0.00%) es agua.

## Demografía
Según la Oficina del Censo en 2000 los ingresos medios por hogar en la localidad eran de $32,500, y los ingresos medios por familia eran $33,939. Los hombres tenían unos ingresos medios de $22,249 frente a los $19,693 para las mujeres. La renta per cápita para la localidad era de $9,231. Alrededor del 25.2% de la población estaban por debajo del umbral de pobreza.